# Manoir de Fontenelle
Le manoir de Fontenelle est un manoir en Mayenne, situé à Laigné à 1 500 m au sud du bourg. Il est inscrit au titre des Monuments historiques depuis le 3 juillet 1964.

## Désignation
- Fontenel, château et chapelle (carte de Cassini).

## Histoire
La terre était un fief mouvant de Laigné. Les républicains s'y réfugièrent à l'issue du combat du 28 août 1799. Guideau, ex-chouan, dit la Décampe, porta au commandant de Château-Gontier. un avis cousu dans son chapeau pour demander du secours.

## Description
Une partie du manoir, ayant une tour d'angle à la façade et dont la porte est en plein cintre entre deux fenêtres géminées de même style, date du XVIe siècle. Un pavillon plus moderne a sa porte accostée de deux colonnes grecques supportant un fronton où s'encadre un écusson mutilé.
Dans la chambre du premier étage le trumeau de la cheminée est décoré de moulures et de feuillages habilement fouillés, entourant le buste d'un personnage en perruque Louis XIV. La cour était entourée de douves sur lesquelles était jeté un pont flanqué de deux pavillons.

## Chapelle
La chapelle, de 9 m de longueur, a été restaurée à la fin du XIXe siècle, comme l'indiquent les ouvertures ogivales. Elle était fondée, en particulier, d'une maison au bourg, et eut pour titulaires : Jean Bigotière, 1723 ; Jean-Baptiste Bigot, ancien vicaire d'Athée. Un ex-voto est attribué à Auguste Alleaume. La verrière a été commandée par Alexandre Lefas d'Ille-et-Vilaine, pour la chapelle du manoir de Fontenelle et réalisée en 1901.

## Seigneurs
- Guyon de Fontenelle fait accord avec Alain d'Ingrandes, 1289.
- Jeanne Laillière, 1451.
- Jean Guibert[2], mari de Marguerite Fortuné, fille de Guillaume Fortuné, sieur de la Couture (Quelaines), et de Marguerite du Coudray, 1519.
- Jean Guibert, 1556. Ses descendants prennent le nom de la terre :
- René de Fontenelle, 1571.
- Renée de la Corbière, veuve de N. de Fontenelle, 1607.
- René de Fontenelle, écuyer, 1619, 1643, mari de Philippe Jouet, veuve, 1649[3].
- René de de Fontenelle, chevalier, seigneur de Souvigné, Saucogné, 1646, mari de Madeleine de la Grandière, maintenu en 1666, mort avant 1678.
- Charles de de Fontenelle, qui eut de nombreux enfants de Marie Goureau, 1677, 1692, et laissa néanmoins comme unique héritier :
- Charles-Guillaume de la Corbière, lequel avait épousé le 7 janvier 1709, dans la chapelle seigneuriale, Madeleine de Fontenelle. Celle-ci teste à Angers le 23 mars 1750 et meurt l'année suivante, fondant pour six ans l'entretien de la lampe du sanctuaire à Laigné.
- André Daudier, marchand, fils d'André Daudier et d'Anne Gourdon, fermier général, épouse, dans la chapelle, Anne Gourdon, 1749.
- Louise-Renée-Ursule de la Corbière est dame de Fontenelle en 1789. Louise-Rose de la Corbière, décédée à Angers, laissa sa part de cette importante tenue à Perrine-Madeleine, sa sœur, épouse divorcée de Charles du Hardas, et à ses nièces : Françoise-Madeleine Le Bel, veuve de Nicolas de Villiers, d'Angers, et Julie Le Bel-Jaillère, émigrée.
- La famille Fléchay, écrit Pierre Bodard de la Jacopière, conserva ce domaine aux descendants des anciens propriétaires.

## Source
« Manoir de Fontenelle », dans Alphonse-Victor Angot et Ferdinand Gaugain, Dictionnaire historique, topographique et biographique de la Mayenne, Laval, A. Goupil, 1900-1910 [détail des éditions] (BNF 34106789, présentation en ligne)